# Diplopeltoides sundensis
Diplopeltoides sundensis (syn. Diplopeltula sundensis) is een rondwormensoort uit de familie van de Diplopeltidae. De wetenschappelijke naam van de soort is voor het eerst geldig gepubliceerd in 1978 door Jensen.